# Beckolja
Beckolja används som medel mot mygg och andra insekter för människor och även för hästar. I det senare fallet blandas den ut med rapsolja och smörjs in på kvällen för att förhindra bränning i starkt solsken. För människor har den ofta blandats med Djungelolja.
Beckolja framställs vid tjärbränning.